# 대역폭 제한
대역폭 제한 또는 대역폭 조절, 대역 제한(영어: Bandwidth throttling)는 인터넷 서비스 공급자가 의도적으로 인터넷 서비스를 느리게 하는 것을 의미한다. 대역폭 제한은 네트워크의 과부하를 막아 QoS를 보장하는데 도움이 되고, 네트워크 트래픽을 규제하는 방법 중 하나이다.

## 같이 보기
- 트래픽 셰이핑